# Baywatch Nights/Episodenliste
Diese Episodenliste enthält alle Episoden der US-amerikanischen Fernsehserie Baywatch Nights, sortiert nach der US-amerikanischen Erstausstrahlung. Zwischen 1995 und 1997 entstanden in zwei Staffeln 44 Episoden mit einer Länge von jeweils etwa 45 Minuten.

## Übersicht
| Staffel | Episodenanzahl | Erstausstrahlung USA | Erstausstrahlung USA | Deutschsprachige Erstausstrahlung | Deutschsprachige Erstausstrahlung |
| Staffel | Episodenanzahl | Staffelpremiere      | Staffelfinale        | Staffelpremiere                   | Staffelfinale                     |
| ------- | -------------- | -------------------- | -------------------- | --------------------------------- | --------------------------------- |
| 1       | 22             | 30. September 1995   | 18. Mai 1996         | 14. Juli 1996                     | 5. Januar 1997                    |
| 2       | 22             | 29. September 1996   | 17. Mai 1997         | 22. April 1998                    | 25. Mai 1998                      |

## Staffel 1
Die Erstausstrahlung der ersten Staffel war vom 30. September 1995 bis zum 18. Mai 1996 über Syndication zu sehen. Die deutschsprachige Erstausstrahlung sendete der deutsche Free-TV-Sender Sat.1 vom 14. Juli 1996 bis zum 5. Januar 1997.
| Nr. (ges.) | Nr. (St.) | Deutscher Titel          | Originaltitel              | Erstausstrahlung USA | Deutschsprachige Erstausstrahlung (D) | Regie               | Drehbuch                                            |
| ---------- | --------- | ------------------------ | -------------------------- | -------------------- | ------------------------------------- | ------------------- | --------------------------------------------------- |
| 1          | 1         | Sein erster Fall         | Pursuit                    | 30. Sep. 1995        | 14. Juli 1996                         | Gus Trikonis        | Kimmer Ringwald                                     |
| 2          | 2         | Der Tod kommt auf Rollen | Bad Blades                 | 7. Okt. 1995         | 21. Juli 1996                         | Georg Fenady        | Gordon Dawson                                       |
| 3          | 3         | Party für einen Toten    | Silent Witness             | 14. Okt. 1995        | 28. Juli 1996                         | Richard Friedman    | Michael Berk                                        |
| 4          | 4         | Tödliche Visionen        | Deadly Vision              | 21. Okt. 1995        | 4. Aug. 1996                          | Paul Lynch          | Kimmer Ringwald                                     |
| 5          | 5         | Armer Gigolo!            | Just a Gigolo              | 28. Okt. 1995        | 11. Aug. 1996                         | Marty Pasetta, Jr.  | Len Janson Idee: David Assael                       |
| 6          | 6         | Bei Anruf Sex            | 976 Ways to Say I Love You | 4. Nov. 1995         | 18. Aug. 1996                         | Charles Bail        | George Geiger                                       |
| 7          | 7         | Unter Strom              | Pressure Cooker            | 11. Nov. 1995        | 25. Aug. 1996                         | Gus Trikonis        | Len Janson & George Geiger Idee: George Geiger      |
| 8          | 8         | Die Katze im Sack        | Balancing Act              | 18. Nov. 1995        | 1. Sep. 1996                          | Gus Trikonis        | George Geiger                                       |
| 9          | 9         | Freunde fürs Leben       | Blues Boy                  | 25. Nov. 1995        | 8. Sep. 1996                          | Reza Badiyi         | Kimmer Ringwald                                     |
| 10         | 10        | Mutter ist die Beste     | Kind of a Drag             | 2. Dez. 1995         | 15. Sep. 1996                         | Bernard L. Kowalski | Len Janson Idee: David Braff                        |
| 11         | 11        | Das Spiel ist aus        | Takeover                   | 3. Feb. 1996         | 22. Sep. 1996                         | Georg Fenady        | Robert McCullough Idee: Chad Hayes & Carey W. Hayes |
| 12         | 12        | Lügen haben schöne Beine | Thin Blood                 | 10. Feb. 1996        | 29. Sep. 1996                         | Georg Fenady        | Chad Hayes & Carey W. Hayes                         |
| 13         | 13        | Zwischen den Fronten     | Payback                    | 17. Feb. 1996        | 6. Okt. 1996                          | Reza Badiyi         | Len Janson                                          |
| 14         | 14        | Killer gesucht           | Backup                     | 24. Feb. 1996        | 13. Okt. 1996                         | Charles Bail        | Maurice Hurley                                      |
| 15         | 15        | Diebin der Nacht         | Thief in the Night         | 2. März 1996         | 24. Nov. 1996                         | Charles Bail        | Len Janson                                          |
| 16         | 16        | Der reinste Alptraum     | The Curator                | 9. März 1996         | 27. Okt. 1996                         | Georg Fenady        | Kimmer Ringwald                                     |
| 17         | 17        | Entführung auf japanisch | Code of Silence            | 16. März 1996        | 3. Nov. 1996                          | Charles Bail        | Mark Rodgers                                        |
| 18         | 18        | 36 Stunden Angst         | Vengeance                  | 20. Apr. 1996        | 10. Nov. 1996                         | Georg Fenady        | Robert McCullough Idee: Maurice Hurley              |
| 19         | 19        | Mord ohne Skrupel        | Epilogue                   | 27. Apr. 1996        | 17. Nov. 1996                         | Reza Badiyi         | Kimmer Ringwald                                     |
| 20         | 20        | Gefährliches Rendezvous  | Rendezvous                 | 4. Mai 1996          | 8. Dez. 1996                          | Georg Fenady        | Mark Rodgers                                        |
| 21         | 21        | Die Doppelgängerin       | A Closer Look              | 11. Mai 1996         | 29. Dez. 1996                         | Bernard L. Kowalski | Kimmer Ringwald                                     |
| 22         | 22        | Todesmelodie             | Heat Rays                  | 18. Mai 1996         | 5. Jan. 1997                          | Peter Roger Hunt    | E. Paul Edwards                                     |

## Staffel 2
Die Erstausstrahlung der zweiten Staffel war vom 29. September 1996 bis zum 17. Mai 1997 über Syndication zu sehen. Die deutschsprachige Erstausstrahlung sendete der deutsche Free-TV-Sender Sat.1 vom 22. April bis zum 25. Mai 1998.
| Nr. (ges.) | Nr. (St.) | Deutscher Titel             | Originaltitel             | Erstausstrahlung USA | Deutschsprachige Erstausstrahlung (D) | Regie               | Drehbuch                                                           |
| ---------- | --------- | --------------------------- | ------------------------- | -------------------- | ------------------------------------- | ------------------- | ------------------------------------------------------------------ |
| 23         | 1         | Der Schrecken aus der Tiefe | Terror of the Deep        | 29. Sep. 1996        | 22. Apr. 1998                         | Gregory J. Bonann   | Carey W. Hayes & Chad Hayes Idee: Maurice Hurley & Donald R. Boyle |
| 24         | 2         | Das Geschöpf                | The Creature              | 6. Okt. 1996         | 23. Apr. 1998                         | David W. Hagar      | Greg Strangis & Robert McCullough Idee: Donald R. Boyle            |
| 25         | 3         | Die Bohrinsel               | The Rig                   | 13. Okt. 1996        | 24. Apr. 1998                         | Jon Cassar          | E. Paul Edwards Idee: Carey W. Hayes & Chad Hayes                  |
| 26         | 4         | Der Blitz                   | The Strike                | 20. Okt. 1996        | 27. Apr. 1998                         | David W. Hagar      | Michael Sloan                                                      |
| 27         | 5         | Im Kreis der Angst          | Circle of Fear            | 27. Okt. 1996        | 28. Apr. 1998                         | Bruce Kessler       | Donald R. Boyle Idee: Maurice Hurley                               |
| 28         | 6         | Das Zeitloch                | The Cabin                 | 3. Nov. 1996         | 29. Apr. 1998                         | Reza Badiyi         | William Schwartz                                                   |
| 29         | 7         | Voodoo-Zauber               | Curse of the Mirrored Box | 10. Nov. 1996        | 30. Apr. 1998                         | Jon Cassar          | Carey W. Hayes & Chad Hayes Idee: Donald R. Boyle                  |
| 30         | 8         | Der letzte Atemzug          | Last Breath               | 17. Nov. 1996        | 4. Mai 1998                           | Gregory J. Bonann   | Chad Hayes & Carey W. Hayes                                        |
| 31         | 9         | Vampirgeflüster             | Night Whispers            | 24. Nov. 1996        | 5. Mai 1998                           | Reza Badiyi         | Donald R. Boyle Idee: Carey W. Hayes & Chad Hayes                  |
| 32         | 10        | Gefahr aus dem All          | Space Spore               | 19. Jan. 1997        | 6. Mai 1998                           | Richard Friedman    | Carey W. Hayes & Chad Hayes                                        |
| 33         | 11        | Besessen                    | Possessed                 | 2. Feb. 1997         | 8. Mai 1998                           | David W. Hagar      | Donald R. Boyle                                                    |
| 34         | 12        | Tausend Jahre tot           | Frozen Out of Time        | 9. Feb. 1997         | 11. Mai 1998                          | Rick Jacobson       | Chad Hayes & Carey W. Hayes                                        |
| 35         | 13        | Das Spiel                   | Nights to Dragon One      | 16. Feb. 1997        | 12. Mai 1998                          | Richard Friedman    | Donald R. Boyle                                                    |
| 36         | 14        | Die Organisation            | Ascension                 | 23. Feb. 1997        | 13. Mai 1998                          | Jon Cassar          | Greg Strangis & Robert McCullough                                  |
| 37         | 15        | Dimension X                 | The Mobius                | 2. März 1997         | 7. Mai 1998                           | David Livingston    | E. Paul Edwards                                                    |
| 38         | 16        | Unheimliche Begegnung       | Zargtha                   | 5. Apr. 1997         | 14. Mai 1998                          | Rick Jacobson       | Maurice Hurley                                                     |
| 39         | 17        | Der Diener                  | The Servant               | 12. Apr. 1997        | 15. Mai 1998                          | Georg Fenady        | Gerry Conway                                                       |
| 40         | 18        | Todeshauch                  | Symbol of Death           | 19. Apr. 1997        | 18. Mai 1998                          | Richard Friedman    | Robert McCullough & Greg Strangis                                  |
| 41         | 19        | Mächte der Finsternis       | The Eighth Seal           | 26. Apr. 1997        | 19. Mai 1998                          | Jon Cassar          | Donald R. Boyle                                                    |
| 42         | 20        | Todeswind                   | Hot Winds                 | 3. Mai 1997          | 20. Mai 1998                          | Parker Stevenson    | Chad Hayes & Carey W. Hayes                                        |
| 43         | 21        | Heute, gestern, morgen      | The Vortex                | 10. Mai 1997         | 22. Mai 1998                          | L. Lewis Stout      | Donald R. Boyle                                                    |
| 44         | 22        | Das Geisterhaus             | A Thousand Words          | 17. Mai 1997         | 25. Mai 1998                          | Tracy Lynch Britton | Maurice Hurley & Donald R. Boyle Idee: Maurice Hurley              |